# Horatius Murray
Sir Horatius Murray, britanski general, * 1903, † 1989.